# Horst Lyr
Horst Lyr (* 24. Oktober 1926 in Breslau; † 25. Februar 2025 in Eberswalde) war ein deutscher Phytopathologe und Hochschullehrer.

## Leben
Der Sohn eines Schneidermeisters besuchte die Oberrealschule und diente von 1944 bis 1945 bei der Wehrmacht.
Nach sowjetischer Kriegsgefangenschaft nahm er 1946 das Studium der Pädagogik an der Universität Halle auf, wo er 1951 mit dem Diplom abschloss und danach Biologie und Chemie studierte. Von 1951 bis 1953 war er wissenschaftlicher Assistent am Botanischen Institut der Universität. 1952 wurde er mit einer Dissertation über Ernährungsphysiologie und Sexualverhältnisse der Pilzgattung Pilobolus bei Johannes Buder promoviert.
1953 wurde Lyr Wahrnehmungsdozent und Leiter des Instituts für Forstbotanik der Forstwirtschaftlichen Fakultät der Universität Berlin in Eberswalde. 1956 habilitierte er sich mit einer Untersuchung über die Peroxidase höherer Pilze. Danach war er von 1958 bis 1963 Professor für Forstbotanik an der Eberswalder Fakultät.
Von 1963 bis 1971 wirkte Lyr als Direktor des Bereichs Forstschutz des Instituts für Forstwissenschaften an der Deutschen Akademie für Landwirtschaftswissenschaften (DAL) in Eberswalde. Danach war er Direktor des Instituts für Pflanzenschutzforschung der DAL in Kleinmachnow.
1976 wurde Lyr wegen nichtgemeldeter „Westkontakte“ disziplinar gemaßregelt und als Institutsdirektor und aus dem Plenum der Akademie für Landwirtschaftswissenschaften (AdL) abberufen. Nach seiner Wiedereinsetzung 1976 war er bis 1989 Direktor des Grundlagenforschungsbereichs Pflanzenschutzmittel der AdL und ab 1989 bis zu seiner Emeritierung 1992 Direktor des Instituts für Phytopharmakologie der Biologischen Zentralanstalt Kleinmachnow. Im März 1990 wurde er vom AdL-Plenum rehabilitiert und wieder als ordentliches Akademiemitglied aufgenommen sowie in den Ehrenausschuss der Gelehrtengesellschaft berufen.
Lyr publizierte zur Phytopathologie von Forstgehölzen, besonders zum Fermentstoffwechsel pilzlicher Parasiten und zur Wirkung fungizider Substanzen.
Am 25. Februar 2025 starb Horst Lyr im Alter von 98 Jahren.

## Ehrenamt
- 1961: Mitglied des Präsidiums der Biologischen Gesellschaft der DDR
- Vorsitzender der Sektion Mikrobiologie daselbst
- 1974–1976: Vorsitzender der Sektion Toxikologie daselbst
- 1966: Mitglied der Gruppe Biologie des Forschungsrates der DDR

## Ehrungen
- 1970: Landesforstmeister h.c.
- Korrespondierendes Mitglied der Finnischen Forstlichen Gesellschaft
- 1995: Anton-de-Bary-Medaille der Deutschen Phytomedizinischen Gesellschaft e. V.
- Mitglied der Leibniz-Sozietät der Wissenschaften zu Berlin e. V.